# Glòbul de Bok

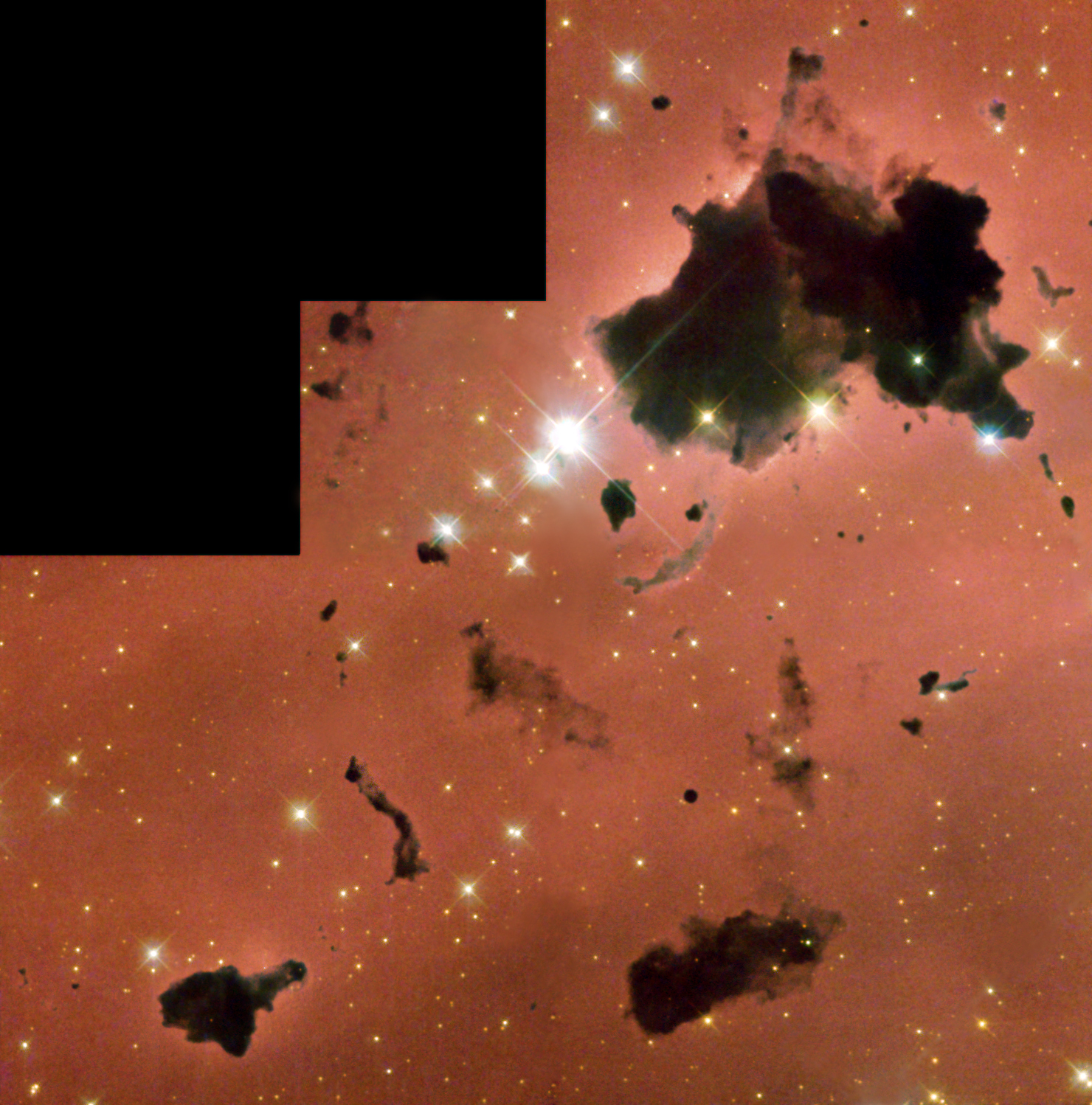
Una imatge de glòbuls de Bok en la regió HII IC 2944, feta amb la càmera WFPC2 del telescopi espacial Hubble.

Un glòbul de Bok és un núvol fosc de pols i gas dens en el que a vegades es produeix formació estel·lar. Els glòbuls de Bok es troben en les regions HII, i normalment presenten una massa d'unes 10–50 masses solars dins una regió d'un any llum aproximadament de diàmetre. Contenen hidrogen molecular (H₂), òxids de carboni i heli, i al voltant d'un 1% de la massa de pols de silicat. Els glòbuls de Bok normalment formaran sistemes d'estrelles binàries o múltiples
Els glòbuls de Bok els va observar per primera vegada l'astrònom Bart Bok als anys 40. El 1947 Bok va publicar la hipòtesi que aquests núvols fossin 'semblants als capolls dels cucs de seda' que estaven patint un col·lapse gravitacional per a formar noves estrelles. Aquesta hipòtesi era difícil de verificar degut a les dificultats d'observació, ja que els núvols de pols que les envolten enfosquien tot l'espectre de llum visible que poguessin emetre. El 1990, una anàlisi observacional en infraroig va poder confirmar que dins del glòbuls de Bok existia formació estel·lar. Observacions posteriors han revelat que alguns glòbuls de Bok contenen fonts calentes, alguns contenen objectes Herbig-Haro, i alguns mostren ejeccions de gas molecular. Estudis amb línies d'emissió d'ona mil·limétrica han mostrat proves del col·lapse del material en protoestrelles en acreció.
Els glòbuls de Bok encara estan subjectes a intensa recerca, ja que la seva estructura i densitat encara són desconegudes tot i saber que són els objectes més freds de l'univers (fins s 8 kèlvins)